# Salvatore Garau
Salvatore Garau (Santa Giusta, Sardenya, 1953) és un pintor italià. Les obres de Garau sovint tracten temes com la protecció del medi ambient, la cultura i l'ètica social.

## Trajectòria
El 2009, per celebrar l'art contemporani italià, va tenir lloc a França la primera retrospectiva de Mario Schifano, juntament amb l'exposició Salvatore Garau al Museu d'Art Modern de Saint-Etienne. · 
El 2009 Salvatore Garau i Michelangelo Pistoletto exposen junts a l'exposició "Di tanto mare. Salvatore Garau - Michelangelo Pistoletto".
En una subhasta d'Art-Rite Milano l'any 2021, el full de paper signat Infront of you de Salvatore Garau (Davanti a te, 2021), es va vendre per 27.120,00 euros més despeses de subhasta.
Amb motiu de la seva retrospectiva de 2005 a Washington D.C., una llarga sèrie d'episodis es dedica a les obres de Salvatore Garau al programa de televisió nord-americà White House Chronicle, emès a Washington TV.
L'any 2021, una obra conceptual invisible de Garau i el seu treball de recerca arriba a la taula del Late Show, I am: Salvatore Garau. Emès a The Late Show, un espectacle emblemàtic en directe de l'Ed Sullivan Theatre de Nova York, i dirigit, David Letterman dropout, per Stephen Colbert que amb la seva ironia clàssica va presentar l'escultura de Garau emesa a CBS.

## Mercat de l'art
En una subhasta Art-Rite Milà el 2021, Davant teu (In front of you, 2021) de Salvatore Garau, full signat, venut per 27.120,00 euros més despeses de subhasta.

## Museus
- Palazzo della Farnesina, Ministeri d'Afers Exteriors italià, Roma[10]
- San Francisco Museum of Modern Art, California, Usa
- PAC, Padiglione d'Arte Contemporanea, Milà
- Fondation Le Stelline, Milà[11]
- Gallerie di Piazza Scala de Milà[12]
- MACAM, Museo d'arte contemporanea outdoor de Maglione[13]
- Galleria civica di Modena, Palazzo dei Musei[14][15]
- Museo del Novecento, Milà[16]
- Museo Banco di Sardegna e Banca di Sassari[17]
- Museo d'Arte Moderna, Bolònia
- Museum of Ambassade d'Italie, Seül
- Museum of Banca Commerciale Italiana
- Casa de la Cultura de Bellreguard (Safor)
- Sala Parpalló, València
- Museo d'Arte Moderna e Contemporanea, Varese
- Museo d'Arte Contemporanea, Capo d'Orlando
- Civica Raccolta del Disegno, Salò
- Museo d'Arte Paolo Pini, Milà
- Museo Intesa SanPaolo, Milà
- Collezioni d'arte della Fondazione Cariplo
- Musée d'art moderne et contemporain de Saint-Étienne, Saint-Étienne Metropole
- Basilica di Santa Giusta, Oristano

## Pel·lícula[calcitació]
Una pel·lícula documental titulada The Canvas (La Tela, 2017) sobre la pintura de Garau es va estrenar el 2017. La pel·lícula es va estrenar a diversos festivals de cinema, a Nova York, Los Angeles, Chicago, París, Índia, Brasil i es va presentar als cinemes el 2017.
Una pel·lícula documental titulada Future Italian Frescos (Futuri affreschi italiani, 2018), sobre l'art de Salvatore Garau es va estrenar el 2018 i es va estrenar a diversos festivals de cinema, a Nova York, Índia. La pel·lícula es va estrenar al “Brasil International Film Festival 2021” i al “Spain International Film Festival 2021” amb un Premi Especial del Jurat.

## Televisió
En ocasió de la seva retrospectiva del 2005 a Washington D.C., es va dedicar una llarga sèrie d'episodis a les obres de Salvatore Garau en el programa de televisió nord-americà White House Chronicle, emès per Washington TV.
El 2021, una obra conceptual invisible de Garau i la seva feina de recerca arriben a la taula de The Late Show, I am: Salvatore Garau. Emès a The Late Show, un programa històric en directe des de Ed Sullivan Theatre de Nova York.